# Fernand Baldet
Fernand Baldet (16 de março de 1885 – 8 de novembro de 1964) foi um astrônomo francês.
Em 1909 trabalhou juntamente com Aymar de La Baume Pluvinel na observação do planeta marte no observatório astronômico recém construído em Pic du Midi. As fotografias resultantes deste trabalho foram de tão boa precisão que ambos astrônomos puderam refutar uma hipótese lançada por Percival Lowell sobre canais geometricamente construídos na superfície marciana.
Em 1946 recebeu o Prêmio Jules Janssen. 